# Гливин
Гливин (біл. вёска Глівін) — село в складі Борисовського району Мінської області, Білорусь. Село є адміністративним центром Гливинської сільської ради, розташоване в північно-східній частині області.